# Subantarktischer Schlüpfer
Der Subantarktische Schlüpfer (Aphrastura spinicauda subantarctica) ist eine Unterart des Stachelschwanzschlüpfers (Aphrastura spinicauda)  aus der Familie der Töpfervögel (Furnariidae). Er ist auf dem Diego-Ramírez-Archipel endemisch, der durch die Drakestraße vom südamerikanischen Festland getrennt ist.

## Merkmale
Der Subantarktische Schlüpfer unterscheidet sich von der Nominatform des Stachelschwanzschlüpfers (Aphrastura spinicauda) durch einen im Durchschnitt längeren und schwereren Körper, einen kräftigeren Schnabel, einen längeren Lauf und einen kürzeren Schwanz. Der Holotypus, ein adultes Männchen, hat eine Gesamtlänge von 145 mm, eine Schnabelfirstlänge von 12,1 mm, eine Schnabelhöhe und Schnabelbreite von 3,4 mm, eine Flügellänge von 59 mm und eine Lauflänge von 21,8 mm. Die Schwanzlänge entlang der mittleren Steuerfedern misst 66 mm. Das Gewicht beträgt 15,1 g. Zwei Paratypen (ein junges Männchen und ein junges Weibchen) haben Körperlängen von 150 mm, Schnabelfirstlängen von 12,6 mm, Schnabelhöhen von 3,6 und 3,5 mm, Schnabelbreiten von 3,2 und 3,3 mm, Flügelspannen von 63 und 59 mm, Lauflängen von 23 mm, Schwanzlängen entlang der mittleren Steuerfedern 69 und 72 mm. Der Gewichte der beiden Exemplare betragen je 15,9 g.
Die Geschlechter ähneln sich. Scheitel, Nacken und Gesicht sind rußschwarz. Ein breiter stumpf orangefarbener Überaugenstreif erstreckt sich von der Schnabelbasis bis zum braunen Rücken. Die übrige Oberseite ist rötlich gelbbraun, mit dunklen Rändern, die auf dem Rücken rötlich und am Bürzel unifarben werden. Die Unterseite ist an Kehle, Brust und Bauch weißlich und geht an den Flanken und den Unterschwanzdecken in ein rötliches Gelbbraun über.

## Lebensraum und Lebensweise

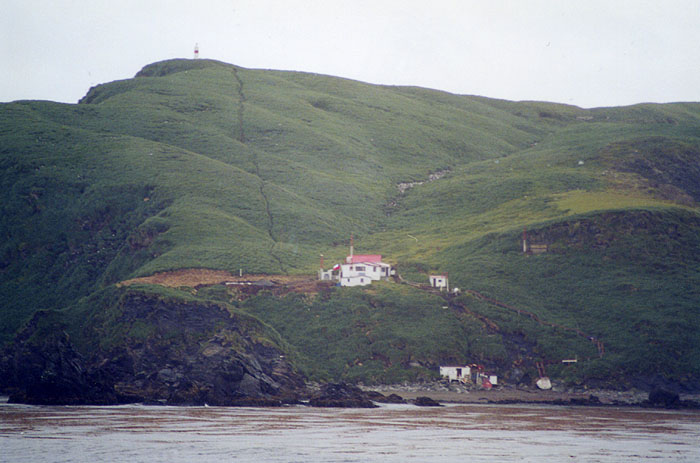
Die Insel Gonzalo im Díego-Ramirez-Archipel ist die Heimat des Subantarktischen Schlüpfers

Während ihrer Forschungsarbeit in den Jahren 2016, 2017 und 2018 schätzten die Erstbeschreiber die relative Abundanz auf der Insel Gonzalo auf 47,1 Vögel/km (das entspricht 48 Vögeln pro Transekt). Die Schlüpfer flogen in der Regel kurz und niedrig und bewegten sich nur selten über die Grasnarbe hinaus. Die Individuen hielten sich stets im windgeschützten Lebensraum des hohen Grases auf, abgesehen von kurzen Wanderungen zu und von offeneren Futterplätzen. Es wurden 10 Nistplätze des Subantarktischen Schlüpfers beobachtet. Zwei davon befanden sich in den Gebieten mit einer höheren Konzentration von brütenden Seevögeln in Küstennähe (11 m ü. d. M.), die zu 50 % mit bis zu 40 cm hohen Grasbüscheln und einem felsigen Substrat bedeckt waren. Drei Nistplätze befanden sich in den höher gelegenen und windexponierten Bereichen der Insel weniger als 10 m ü. NN, die jedoch zu 100 % von Tussockgras bedeckt waren. Fünf Nistplätze wurden jedoch in den niedrigeren und mittleren Höhenlagen gefunden, insbesondere an geschützten Bächen und in Gebieten mit mindestens 1 m hohen Büscheln. Diese Nistplätze bestanden aus Höhlen mit einzelnen Eingängen. Vier dieser Höhlen wurden von unterirdisch nistenden Seevögeln angelegt und verlassen, und eine war eine natürliche Bodenhöhle. Ein Schlüpfer-Nest befand sich unterhalb des aktiven Nests eines brütenden Graukopfalbatrosses.

## Status
Der Subantarktische Schlüpfer wurde im Sommer 2022 als eigenständige Art beschrieben. Er ist noch nicht in der IUCN Red List klassifiziert und in einer Bewertung in der IOC-Checkliste (Version 13.1) aus dem Februar 2023 wird er lediglich als Unterart des Stachelschwanzschlüpfers gelistet, zumal der Artstatus auch vom South American Classification Committee noch nicht bewertet wurde. In anderen Checklisten (z. B eBird/Clements) ist er ebenfalls noch nicht erfasst. Die genetische, morphologische und ökologische Divergenz dieser Unterart, die möglicherweise aus der Isolation auf einer Insel mit einem besonderen Lebensraum resultiert, ist wahrscheinlich ein laufender evolutionärer Prozess.
Der Diego-Ramírez-Archipel umfasst die südlichsten Inseln des amerikanischen Kontinents und ist frei von invasiven gebietsfremden Arten. Maßnahmen, die die Einschleppung von Säugetieren wie Hausratten (Rattus rattus), Hauskatzen (Felis catus) und Amerikanische Nerze (Neovison vison) auf die Diego-Ramírez-Inseln verhindern sollen, sind notwendig, da die invasiven Tiere bereits auf anderen Inseln des Biosphärenreservats Kap Hoorn vorkommen. Die Zusammenarbeit zwischen der wissenschaftlichen Gemeinschaft und anderen Institutionen, insbesondere der chilenischen Marine, die seit der Errichtung des Leuchtturms auf der Insel Gonzalo im Jahr 1951 regelmäßig auf diesem Archipel präsent ist, ist entscheidend für den Erfolg wissenschaftlicher Langzeitüberwachungs- und Erhaltungsprogramme. 2019 wurde der Diego Ramírez-Drake Passage Marine Park von der chilenischen Regierung gegründet, um einen der wenigen Archipele zu schützen, die noch frei von der Einschleppung exotischer Arten sind.